# BamBam
Kunpimook Bhuwakul (en tailandés: กันต์พิมุกต์ ภูวกุล; Bangkok, Tailandia, 2 de mayo de 1997), conocido como BamBam (en hangul, 뱀뱀; en tailandés: แบมแบม), es un rapero, cantautor y bailarín tailandés. Es integrante del grupo Got7 desde su debut en 2014. En enero de 2021, BamBam firmó en Corea del Sur con Abyss Company, donde debutó como solista con el lanzamiento de su miniálbum Ribbon.

## Biografía y carrera

### 1997-2017: Primeros años e inicios en su carrera musical
BamBam nació el 2 de mayo de 1997 en Bangkok, Tailandia. Su familia está formada por su madre y tres hermanos. Su padre falleció cuando él tenía 3 años.
BamBam se interesó por la cultura coreana y comenzó a soñar con convertirse en cantante gracias a su madre, quien, como fan de Rain, lo llevó a varios conciertos. Inspirado por él, comenzó a aprender a bailar y cantar cuando tenía 10 años, y formó parte del equipo de baile llamado We Zaa Cool con Lisa de Blackpink. Ganó el primer premio en el Rain Cover Dance Competition de Tailandia en 2007, y quedó segundo en el LG Entertainer Competition de 2010. Cuando tenía 13 años, pasó la audición del JYP World Tour en su país y se mudó a Corea del Sur para convertirse en aprendiz.
Entrenó con JYP Entertainment durante aproximadamente tres años y medio antes de su debut en Got7. Su primera aparición previa al debut fue en un episodio del programa de supervivencia de Mnet Win: Who Is Next, que se emitió el 6 de septiembre de 2013. BamBam junto a Mark Tuan, Jackson Wang, Yugyeom de Got7 y Young K, Jae Park, Wonpil, Sungjin, Junhyeok de Day6 estaban compitiendo contra los aprendices de YG Entertainment, el Equipo A y el Equipo B, que luego debutaron como Winner e iKON respectivamente.
BamBam debutó oficialmente en Got7 «Girls Girls Girls» el 16 de enero de 2014. Dos años después, apareció con Jackson en el programa Real Men en un episodio especial. BamBam y Jinyoung se convirtieron en presentadores del programa musical M! Countdown, junto Key de SHINee de marzo de 2015 a marzo de 2016.
El 7 de abril de 2017, publicó el sencillo «Make It Right» para la motocicleta qbix de Yamaha Tailandia. Colaboró con los artistas tailandeses Jayjay Kritsanapoom, Best Nathasit, Mild Wiraporn, Captain Chonlathorn y Ud Awat. El 5 de diciembre del mismo año, lanzó su línea de ropa doubleB en colaboración con Represent: el diseño de edición limitada estuvo disponible para su compra durante dos semanas y las ganancias de la campaña, que vendieron 13 707 artículos, se transfirieron a Water.org, que proporciona acceso a agua potable.

### 2018-presente: Actividades en solitario y salida de JYP
El 28 de septiembre de 2018, compartió un vídeo que dirigió y editó titulado «My Year 2018» en la cuenta oficial de YouTube de Got7 para agradecer a los fanes por su apoyo. Un año después, BamBam anunció su primera gira de fanmeetings «Black Feather in Thailand», que tuvo lugar del 2 al 17 de marzo en cinco ciudades, Bangkok, Nakhon Ratchasima, Khon Kaen, Phuket City y Chiang Mai. En el mismo año, se unió junto a Jus2 en su Premiere Showcase 'Focus' en Asia, actuando como presentador para las presentaciones en Yakarta y Bangkok.

## Filmografía

### Películas
- Fairy Tale Killer (追凶; 2012), como Ray.[20]

### Series de televisión
- Dream Knight (드림 나이트; 2015), como Aparición especial.[21]
- Celos encarnados (질투의 화신; 2016), como Aparición especial.

### Programas de variedades
| Año        | Título      | Notas                    |
| ---------- | ----------- | ------------------------ |
| 2015, 2016 | Running Man | invitado - ep. 272 y 316 |